# Alfa Romeo 33/2 Coupé Speciale
El Alfa Romeo 33/2 Coupé Speciale (también denominado Alfa Romeo 33.2) es un prototipo de automóvil diseñado por Pininfarina para Alfa Romeo, presentado por primera vez en el Salón del Automóvil de París en 1969. Hubo tres protipos más basados en el 33: el Alfa Romeo 33 Iguana diseñado por Italdesign Giugiaro, el Alfa Romeo 33 Carabo diseñado por Bertone y el Alfa Romeo Navajo.

## Diseño
El diseñador italiano Leonardo Fioravanti diseñó este espectacular cupé de 2 puertas y 2 plazas. El diseño fue influenciado por el prototipo Ferrari 250 P5 mostrado un año antes en Ginebra. El 33/2 Coupé Speciale destacaba por sus puertas de ala de gaviota que funcionaban hidráulicamente y sus faros retráctiles.

## Mecánica
El coche era propulsado por un motor V8 de 2 litros (1995 cc) montado en posición central que producía una potencia de 245 CV (180 kW) a 8800 rpm, y estaba basado en el del Alfa Romeo 33 Stradale de calle. La velocidad máxima del coche era de alrededor de 250 km/h (155 mph). Estaba equipado con una caja de cambios Colotti manual de 6 velocidades.